# Ryan Watkins
Ryan Armanni Watkins (Canyon Country, 3 ottobre 1991) è un cestista statunitense.